# (1271) Isergina
(1271) Isergina es un asteroide perteneciente al cinturón de asteroides descubierto el 10 de octubre de 1931 por Grigori Nikoláievich Neúimin desde el observatorio de Simeiz en Crimea.
Está nombrado en honor de Piotr Vasílievich Isergin, físico ruso.